# Infanteriebataillon 70
Das Infanteriebataillon 70 (Inf Bat 70) ist ein Traditionsverband des Kantons Zürich, der 1874 gegründet wurde und bis 2003 zur Zürcher Felddivision 6 gehörte. Es war das erste Bataillon des ehemaligen Infanterieregimentes 28 und das erste Zürcher Füsilierbataillon (Mech Füs Bat 70), das mechanisiert wurde.
Mit der Armee XXI wurde es 2009 der Infanteriebrigade 7 und 2010 der Gebirgsinfanteriebrigade 12 unterstellt. Es wurde mit Milizsoldaten gebildet und wird per 31. Dezember 2017 aufgelöst.

## Militärorganisation 1874

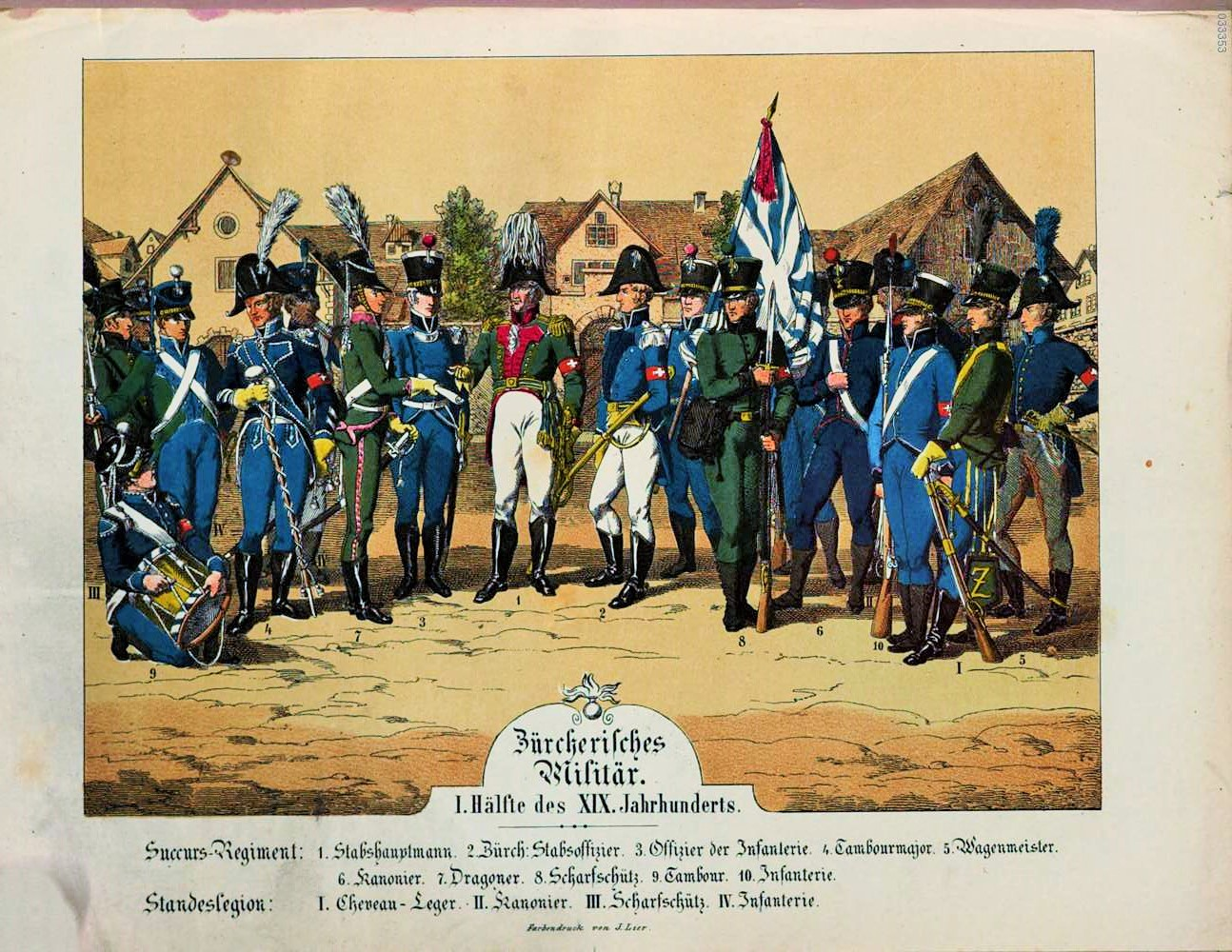
Zürcherisches Militär um 1830

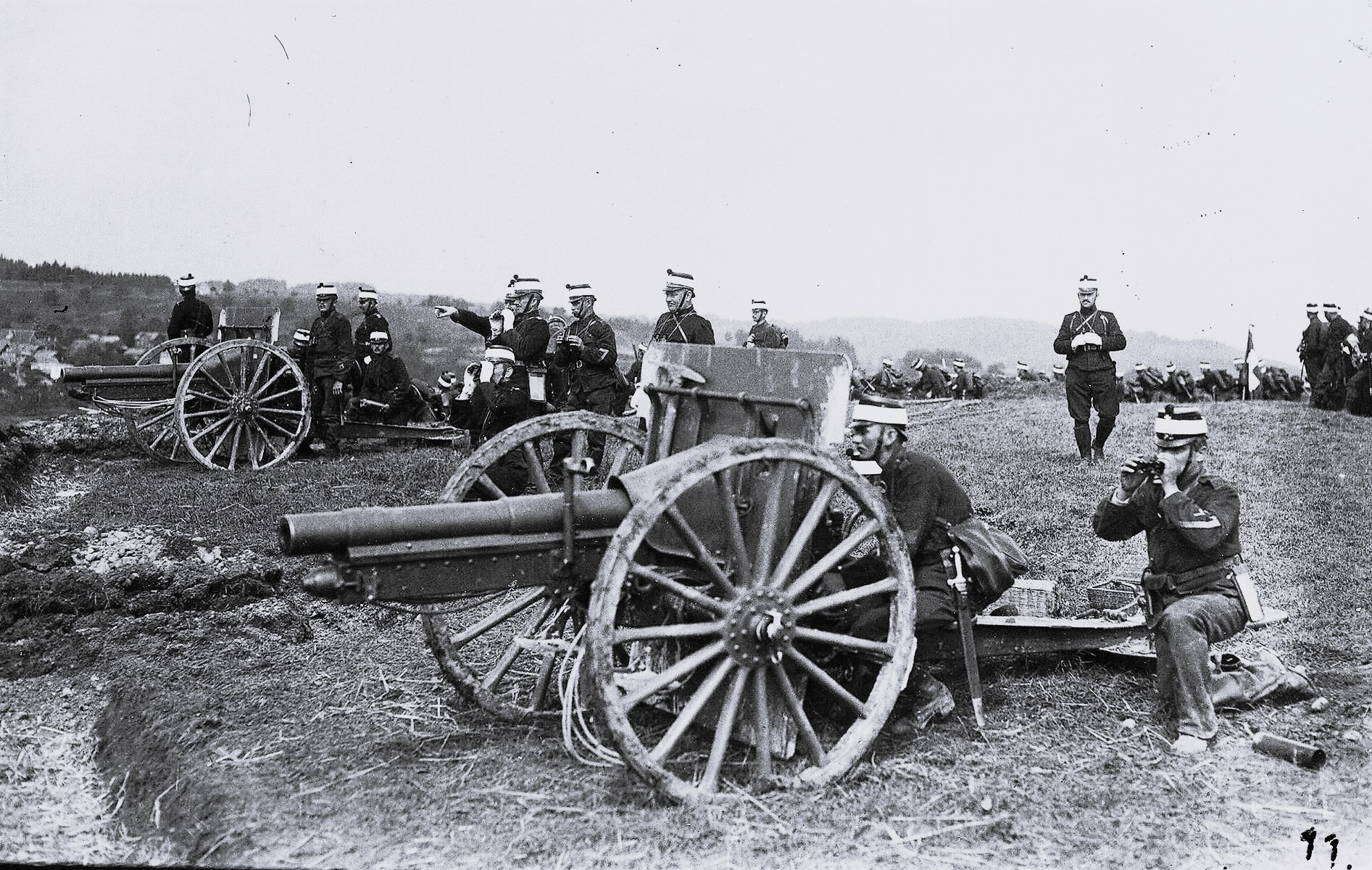
Kaisermanöver 1912

Mit der Armeereform von 1874 (Militärorganisation MO 1874) wurde das Militärwesen Bundessache, und es entstand die Schweizer Armee als erste eidgenössisch einheitlich organisierte Armee. Grössere Verbände wurden nicht mehr erst im Einberufungsfall ad hoc gebildet, sondern bereits in Friedenszeiten in Divisionen, Brigaden, Regimenter und Bataillone unterteilt. Trotz der zentralen Organisation gab es kantonale Verbände wie die VI. Armeedivision, in welcher vorwiegend Zürcher Milizsoldaten eingeteilt waren. Diese galt bis zu ihrer Auflösung 2003 als die «zürcherische Division». 1874 wurde das Inf Bat 70 als Teil des Infanterieregimentes 24 gegründet, später stiessen die Inf Bat 71 und 72 dazu. In Zürich entstanden 20 Infanteriebataillone, je zur Hälfte im Auszug und in der Landwehr. Die Infanteristen wurden mit dem neuen 10,4-mm-Repetiergewehr System Vetterli 1869 ausgerüstet. Rekrutenschule und Wiederholungskurse (WK) wurden für alle Waffengattungen eingeführt.
Erster Kommandant des Inf Bat 70 war Major Johann Brandenberger aus Zürich, der das Bataillon von 1875 bis 1883 führte und danach das Inf Rgt 24 übernahm. Die Soldaten wurden hauptsächlich aus den beiden Seebezirken Meilen und Horgen rekrutiert. Um 1890 wurde das Inf Bat 70 in Füsilierbataillon 70 (Füs Bat 70) umbenannt. Laut MO 1874 bestand ein Infanteriebataillon aus vier Kompanien zu 185 Mann, insgesamt 740 Mann mit zehn Fuhrwerken, 20 Zug- und sieben Reitpferden.
Im Sommer 1896 wurde das Füs Bat 70 und 71 zum Ordnungsdienst bei den Italienerkrawallen in Zürich-Wiedikon aufgeboten. Die Mobilisierung der Zürcher Truppen war gut vorbereitet. Die Füs Bat 70 und 71 brauchten fünf Stunden bis zum Einsatzort in der Stadt Zürich, nur die beiden Stadtzürcher Bataillone 68 und 69 waren schneller. Mit der Truppenordnung 1911 wurde die Anzahl der Divisionen von acht auf sechs reduziert, die 6. wurde zur 5. Division.
1912 nahm das Füs Bat 70 anlässlich des Manöverbesuchs des deutschen Kaisers an den gross angelegten Kaisermanövern teil.

## Erster Weltkrieg
Im Ersten Weltkrieg wurde das Füs Bat 70 wie alle Einheiten der Schweizer Armee bei der Grenzbesetzung eingesetzt. Neben der Grenzwache wurde viel Zeit in die kriegsmässige Ausbildung und in Manöver, Verschiebungsmärsche sowie in den Befestigungsbau gesteckt. Alle im Einsatz stehenden Truppen mussten ein Tagebuch führen. Das Füs Bat 70 versammelte sich (als Teil des Inf Rgt 28 und der 5. Division) am 4. August 1914 um 9 Uhr, einen Tag nach der allgemeinen Mobilmachung, mit 1103 Offizieren, Unteroffizieren und Soldaten auf seinem Korpssammelplatz beim Schulhaus Limmatstrasse in Zürich.
Anfang September 1914 kam das Füs Bat 70 erstmals bei Lützel zum Einsatz als Grenzwache, Mitte November folgte die Grenzwache im Raum Basel. Vom August 1915 bis März 1916 wurde das Füs Bat 70 als Teil der 5. Division zur Verstärkung des Grenzschutzes an der Südgrenze einberufen, in deren Nähe Kämpfe zwischen Italien und Österreich-Ungarn stattfanden. 1917 wurde das Füs Bat 70 zweimal mobilisiert, für Ausbildung und Militärstrassenbau im Raum der Fortifikation Hauenstein und für den Grenzschutz bei Basel und im Jura. Der fünfte Aktivdienst des Füs Bat 70 fand vom Mai bis September 1918 mit Grenzschutzeinsätzen vom Berner Jura bis Schaffhausen statt. Im Ersten Weltkrieg wurde das Füs Bat 70 fünf Mal mobilisiert, und es leistete insgesamt 678 Tage Aktivdienst.
1938 wurde die 5. Division im Zuge der neuen Truppenordnung von 1936 wieder in 6. Division umbenannt. Da es für mehr als eine Division Zürcher Soldaten gab, wurden sie in andere Divisionen eingeteilt. Neuer Kommandant wurde Oberstdivisionär Herbert Constam (1885–1973), der spätere Kommandant des 3. Armeekorps.

## Zweiter Weltkrieg
Am 1. September 1939 um 12 Uhr verkündete der Schweizer Radiosender den Beschluss des Bundesrates zur Kriegsmobilmachung und den 2. September als ersten Mobilmachungstag. Offiziere des Füs Bat 70 trafen bereits am 1. September abends auf dem Korpssammelplatz ein. Am 2. September rückte die Truppe um 9 Uhr am Korpssammelplatz in Uster ein, wo sie vereidigt wurde. Die fehlenden Männer machten sich vor allem in der Landwirtschaft bemerkbar, die Armee half deshalb aus, wo sie konnte.
Am 22. September marschierte das Bataillon vom Raum Winterthur in den Raum südlich der Limmat. Dort wurde es beim Bau der ersten Armeestellung, der Limmatstellung, im Abschnitt der 6. Division bei der Festung Uetliberg eingesetzt.
Im September 1940 rückte das Bataillon erstmals in seine Reduitstellung im Raum Schindellegi-Biberbrücke ein, neuer Korpssammelplatz wurde Richterswil. Die Jahre 1941/42 waren ruhigere Jahre, das Bataillon musste nur drei Mal einrücken. Neben dem Hindernisbau wurde viel Ausbildung betrieben. Bei wöchentlichen Trainingsmärschen konnte die Gegend kennengelernt werden. Es gab Scharfschiessübungen, Gefechtsübungen, Nahkampftraining, Sturmzugtraining, Festungsstürmung, Gebirgsdienst, Skipatrouillenausbildung sowie Divisionsübungen und grosse Manöver, 1943 erstmals Ausbildungen mit Flammenwerfer und Panzerwurfgranate. 1943/44 musste je drei Mal eingerückt werden. Im Juli 1943 (Zusammenbruch Italiens) wurde das Regiment erstmals zur Bewachung an der Nordrampe der Gotthardbahn eingesetzt. 1945 hatte das Füs Bat 70 einen einzigen Einsatz. Es hatte während eines Monats, aufgeteilt in Detachemente, sämtliche 95 Interniertenlager zwischen Bodensee, Genfersee und südlichstem Tessin zu bewachen.
Das Infanterieregiment 28 leistete die Dienste geschlossen in einem Rayon, oft im Kanton Zürich, ab und zu in der Innerschweiz im Reduit und gegen Schluss an der Grenze im Jura. Es begann mit einem langen Dienst (327 Tagen ununterbrochen) bei Kriegsausbruch und endete mit der Bewachung von Interniertenlagern, als der Krieg schon vorbei war. Am 4. Oktober war der Aktivdienst mit insgesamt 832 Diensttagen für das Füs Bat 70 zu Ende.

## Kalter Krieg und Armeereformen
Ab 1948 erfolgten die Wiederholungskurse wieder im normalen dreiwöchigen Turnus. Mit der Truppenordnung 51 (TO 51) übernahm die 6. Division wieder die Strukturen der TO 36, dazu erhielt sie eine Aufklärungs- und eine mobile leichte Flakabteilung. 1955 wurde im Manöver erstmals das Verhalten bei einem Angriff mit Atomwaffen geübt.
Mit der Armee 61 wurde die 6. Division zur Felddivision 6 und gehörte neu zum Feldarmeekorps 4. Es wurden grosse Manöver und Gesamtverteidigungsübungen durchgeführt. Der Einsatzraum der Felddivision 6 inklusive Grenzbrigade 6 hatte eine Ausdehnung Ost-West von 40 und Süd-Nord von 48 Kilometern. Die Division inklusive Grenzbrigade hatte den Brückenkopf Schaffhausen zu halten, einen feindlichen Vorstoss nach Zürich, an die Limmat und die Inbesitznahme des Flughafens Kloten zu verhindern. Es hatte die Gegenschläge der mechanisierten Division 11 in die Räume Winterthur, unteres Glatttal und Brüten zu unterstützen.
Mit der Armee 95 wurde das Füs Bat 70 als erstes Bat des Inf Rgt 28 mechanisiert und erhielt den Radschützenpanzer Piranha. 2003 wurde die Felddivision 6 aus der kantonalen Militärhoheit entlassen und aufgelöst. Sie wurde 2008 durch die Zürcher und Ostschweizer Infanteriebrigade 7 ersetzt.
2010 wurde das Füs Bat 70 der Gebirgsinfanteriebrigade 12 mit Kommando in Chur zugeteilt.
Mit der WEA wird das letzte Zürcher Infanteriebataillon nach 143 Jahren per 31. Dezember 2017 aufgelöst.

## Gliederung Füs Bat 70 heute (2016)
- Stab Inf Bat 70
- Inf Stabskp 70
- Inf Kp 70/1, 70/2, 70/3
- Inf Ustü Kp 70/4[4]